# Кристина фон Хесен
Кристина фон Хесен (на немски: Christine von Hessen; * 29 юни 1543, Касел; † 13 май 1604, Кил) от Дом Хесен, е принцеса от Хесен и чрез женитба херцогиня на Шлезвиг-Холщайн-Готорп. Кристина е баба на шведския крал Густав II Адолф, също прародител на руската императорска фамилия.

## Живот
Тя е най-малката дъщеря на Филип I фон Хесен (1504 – 1567) и Кристина Саксонска (1505 – 1549), дъщеря на херцог Георг Брадати от Саксония и Барбара Полска.
Когато е на шест години майка ѝ умира и Кристина е възпитавана от леля си Елизабет фон Хесен (1502 – 1557), вдовица на херцог Йохан от Саксония.
През 1543 г. шведския крал Ерик XIV иска нейната ръка, но баща ѝ избира друг за неин съпруг. Кристина се омъжва на 17 декември 1564 г. в двореца Готорп за херцог Адолф фон Шлезвинг-Холщайн-Готорп (1526 – 1586) от Дом Олденбург, син на датския крал Фредерик I. На Нова Година 1565 г. крилото на дворец Готорп, където двойката има частно жилище, изгаря напълно.
Тя се занимава интензивно с медицина и произвежда свои медикаменти. От синовете си тя получава двореца в Кил за вдовишка резиденция. Кристина пише Geistliche Psalmen und Lieder, Шлезвиг, 1590) също книга с молитви (Gebetbuch, Любек, 1601).

## Деца
- Фридрих II (1568 – 1587), херцог на Шлезвиг-Холщайн-Готорп
- София (1569 – 1634)

⚭ 1588 херцог Йохан VII фон Мекленбург (1558 – 1592)
- Филип (1570 – 1590), херцог на Шлезвиг-Холщайн-Готорп
- Кристина (1573 – 1625)

⚭ 1592 крал Карл IX от Швеция (1550 – 1611)
- Елизабет (1574 – 1587)
- Йохан Адолф (1575 – 1616), архиепископ на Бремен, княз-епископ на Любек, херцог на Шлезвиг-Холщайн-Готорп

⚭ 1596 принцеса Августа Датска (1580 – 1639)
- Анна (1575 – 1625)

⚭ 1598 граф Ено III от Източна Фризия (1563 – 1625)
- Кристиан (1576 – 1577)
- Агнес (1578 – 1627)
- Йохан Фридрих (1579 – 1634), архиепископ на Бремен, епископ на Ферден